# Bongas Kulon
Bongas Kulon is een bestuurslaag in het regentschap Majalengka van de provincie West-Java, Indonesië. Bongas Kulon telt 5365 inwoners (volkstelling 2010).